# Bugtirhinus
Bugtirhinus ist eine ausgestorbene Gattung der Nashörner. Sie lebte im Unteren Miozän vor 20 Millionen Jahren in Südasien. Es handelt sich um einen sehr kleinen Vertreter dieser Unpaarhufer-Gruppe und stellt den frühesten Angehörigen der Elasmotherien dar, einer mit den heutigen Nashörnern verwandten ausgestorbenen Seitenlinie, die im Pleistozän mit Elasmotherium eine der größten bekannten Formen der Nashörner hervorbrachte.

## Merkmale
Bugtirhinus war ein kleiner und schlanker Vertreter der Nashörner, bisher sind aber nur Fossilien von Zähnen und vom Bewegungsapparat überliefert. Wie die frühen Vertreter der Elasmotherien besaß die Nashorngattung ebenfalls noch Schneidezähne, die aber recht klein sind. Vor allem der untere äußere Zahn besaß eine typisch subkonische Form, die auch andere Elasmotherien aufweisen und wurde wenigstens 3,5 cm lang. Von der hinteren Bezahnung ist lediglich die obere ausreichend bekannt. Diese besteht aus den drei hinteren Prämolaren und den Molaren. Allgemein sind die Backenzähne deutlich niederkronig (brachyodont) und klein, wobei die Zahngröße nach hinten zunimmt. Die Zahnkronen sind rundlich geformt und nicht so stark kantig wie bei späteren Elasmotherien, enthalten aber bereits Zahnzement, der bei den Molaren wesentlich häufiger ist. Den größten Zahn im Gebiss stellt der hinterste Molar mit einer Länge von 3,4 cm, einer Weite von 3,9 cm und einer Höhe von 3,4 cm dar.
Das restliche Fundmaterial umfasst den Bewegungsapparat, wobei nur der Fuß weitgehend vollständig bekannt ist. Dieser besteht aus drei Strahlen mit einem robusteren mittleren Strahl (Metatarsus III), was typisch für Nashörner ist. Die überlieferten Sprungbeine sind viereckig gebaut, relativ klein und schlank. Vom Arm ist lediglich ein fragmentierter Radius überliefert. Von der Hand sind einzelne Handwurzelknochen und ein Metacarpus entdeckt worden. Die Ausformung des Hakenbeins (Unciform) gibt an, dass noch ein verkleinerter vierter Zeh ausgebildet war (Metacarpus V), so dass die Hand insgesamt vierstrahlig aufgebaut war, wie es auch bei anderen Elasmotherien nachgewiesen ist. Im Gegensatz zu anderen Nashornlinien ging dieser zusätzliche Finger hier später nicht verloren.

## Fundorte
Überreste von Bugtirhinus wurden an mehreren Stellen innerhalb der Dera-Bugti-Formation in den Bugti-Bergen in Belutschistan. Hier stammen sie aus dem vierten Schichtglied (Bugti 4), welches aufgrund zahlreicher afrikanischer Faunenelemente ins frühe Miozän (Burdigalium, genauer unterster Bereich der nach den Säugetieren des Neogen bestimmten Stufe MN 3) datiert wird.

## Systematik
Bugtirhinus ist ein ausgestorbener Vertreter der Familie der Nashörner. Innerhalb dieser wird es der Tribus der Elasmotheriini (Elasmotherien) zugewiesen, die ebenfalls ausgestorben sind und wiederum eine Gruppe in der Unterfamilie der Rhinocerotinae darstellen, welche die modernen Nashörner umfasst. Die Schwestergruppe bilden die Rhinocerotini, zu denen die heute noch lebenden Nashörner gehören.
Innerhalb der Elasmotherien stellt Bugtirhinus den bisher urtümlichsten Vertreter dieser Nashorngruppe dar, wie die geringe Größe, aber auch die zahlreichen archaischen Merkmale zeigen, so die vierstrahlige Hand oder die gerundeten Zahnkronen der Backenzähne. Dabei besitzt die Gattung keine modernen oder abgeleiteten Merkmale gegenüber den späteren Elasmotherien. Die nächstverwandten Formen sind Kenyatherium und Caementodon. Da sowohl Caementodon als auch Bugtirhinus in Südasien verbreitet waren, wird ein Ursprung der Elasmotherien, der während des Oligozän anzunehmen ist, in dieser Region vermutet. Erst vor rund 18 Millionen Jahren erschienen Vertreter der Elasmotherien, wie z. B. Hispanotherium in Europa. Allerdings muss die Ausbreitung sehr schnell gegangen sein und fand vermutlich während des zweiten Proboscidean datum event vor 19 Millionen Jahren statt, da mit Kenyatherium und Ougandatherium zwei sehr frühe Elasmotherien aus Afrika beschrieben worden sind.
Die ersten Funde von Bugtirhinus wurden bereits Anfang des 20. Jahrhunderts entdeckt und 1934 von Clive Forster-Cooper als Ceratorhinus beschrieben. Kurt Heissig wies sie später der Gattung Caementodon zu. Erst im Jahr 2000 erfolgte die Beschreibung als Bugtirhinus durch Pierre-Olivier Antoine und Jean-Loup Welcomme. Dabei gilt eine rechte obere Molarenreihe (M1 bis M3) als Holotyp (Exemplarnummer M 15361), welcher im Natural History Museum in London aufbewahrt wird. Die einzige anerkannte Art ist B. praecursor. Der Gattungsname Bugtirhinus verweist einerseits auf die Fundstelle in den Bugti-Bergen, andererseits ist rhinos der Genitiv des griechischen Wortes ῥίς (rhīs „Nase“). Der Artname praecursor ist lateinischen Ursprungs und bedeutet „Vorläufer“, womit auf die Stellung als den ursprünglichsten Elasmotherien-Vertreter hingewiesen wird.